# Sainte-Solange
Sainte-Solange è un comune francese di 1 220 abitanti situato nel dipartimento del Cher, nella regione del Centro-Valle della Loira.

## Società

### Evoluzione demografica
Abitanti censiti